# خسرو سلطان ارمنی

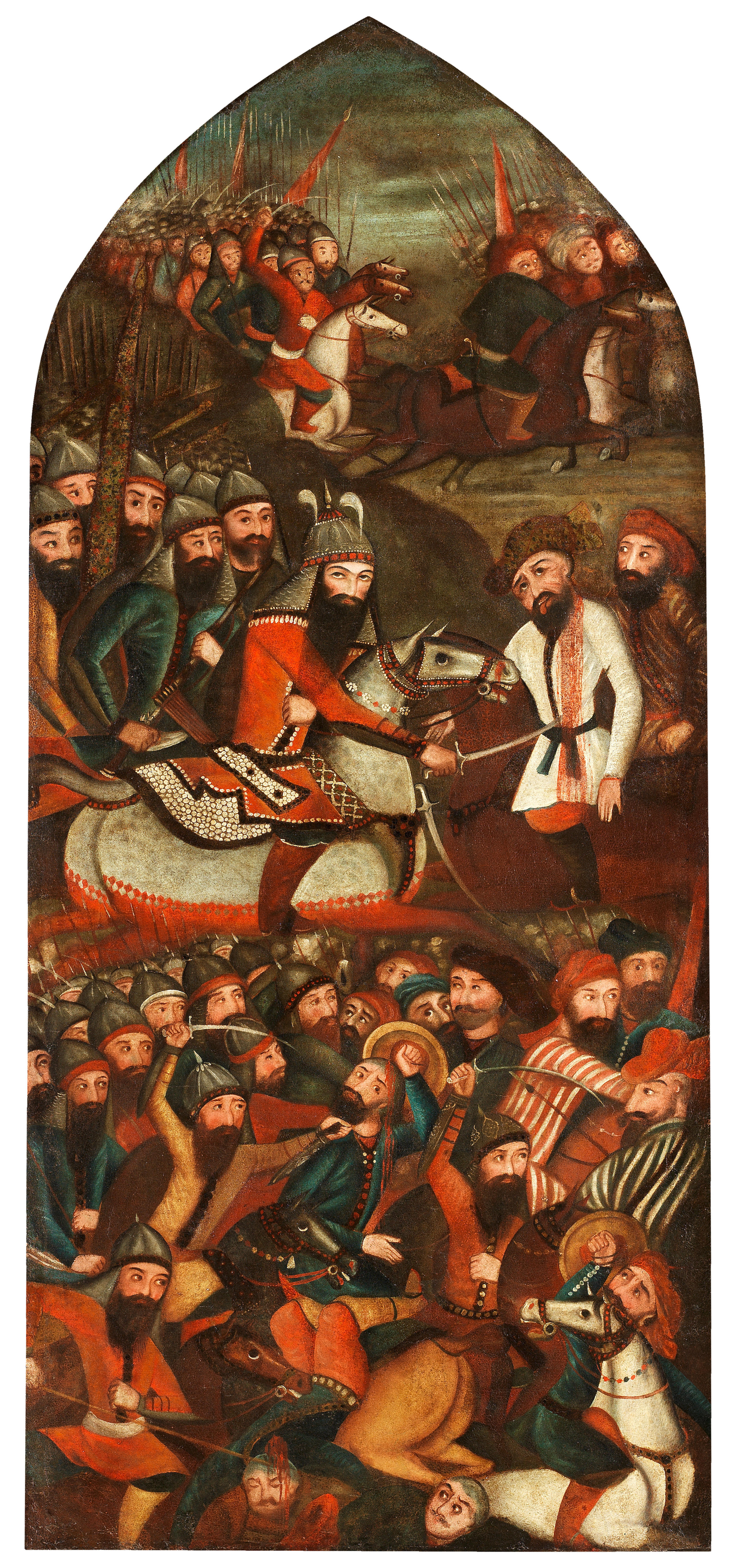
نقاشی مربوط به دوران قاجار که شاید به شکلی نابهنگام پیروزی ایران بر روس‌ها در جنگ ۱۶۵۱–۱۶۵۳ را به تصویر می‌کشد. چهرهٔ ایرانی در مرکز به احتمال زیاد، نشان‌دهنده خسرو خان است که هم به عنوان شاهزاده قاجار و هم به‌عنوان قهرمان اسطوره‌ای-تاریخی شاهنامه، به تصویر کشیده‌شده‌است. نیروهای روسی مخالف، با لباس‌های قدیمی و به سبک استانی، احتمالاً نمایندهٔ نیروهای محلی از قفقاز شمالی هستند. (این عکس مرتبط با قرن نوزدهم است.)

خسرو سلطان ارمنی, که به نام خسرو خان نیز شناخته می‌شود (مرگ در ۱۶۵۳) یکی از مقامات و فرماندهان نظامی صفوی با اصالت ارمنی بود. او دارای مناصب بالایی بود. وی در آغاز داروغه ایل بختیاری بود و سپس در مقام حاکم جوانشیر در قره‌باغ گماشته شد. او سپس به میر شکارباشی تبدیل و حکومت ابهر (سلطانیه) نیز به او سپرده شد. در آخر بیگلربیگی شیروان از سال ۱۶۴۳ تا ۱۶۵۳ به او سپرده شد. او در زمان حضورش در شیروان در جنگ ۱۶۵۳ تا ۱۶۵۱ ایران و روسیه نیز شرکت کرد که باعث ویرانی قلعه روس‌ها در سمت ایرانی رود ترک و اخراج همه سربازانش شد.
در منابع معاصر آن زمان برای نشان دادن این که خسرو خان یک نوکیش بود، از او به عنوان «جدید اسلام» نام برده شده‌است. پسران او الله‌وردی خان (با الله‌وردی خان گرجی اشتباه گرفته نشود) و امام‌وردی بیگ نیز دارای مناصب بسیاری در دربار صفوی بودند.